# Nesoveršennoletnie
Nesoveršennoletnie (Несовершеннолетние) è un film del 1976 diretto da Vladimir Abramovič Rogovoj.

## Trama
Evgenij tornò dall'esercito e il suo amico Kostja Sila - da una colonia di lavoro correttivo. Dopo essersi incontrati, gli eroi hanno deciso di lasciare la città: l'amata ragazza non ha aspettato l'una, l'altra non vuole vedere gli sguardi simpatici degli ex conoscenti. Ma un incontro con un maggiore della polizia - un insegnante di talento - ha cambiato le loro intenzioni. Gli eroi hanno dedicato tutta l'estate a strappare un gruppo di ragazzi dall'influenza del bullo.